# 金松浩
金松浩（금송호,1955年—），朝鲜族，中華人民共和國黑龙江省佳木斯桦川县人。已退休中華人民共和國公务员。金松浩以耐寒著稱，是“在低温环境中生存”吉尼斯世界纪录保持者。

## 生平
2011年1月，金松浩在零下10℃的湖南张家界天門山顶装满冰块的玻璃容器里呆了120分钟，創下世界紀錄。同年，他在内蒙古的阿尔山赤身埋在雪堆里呆了46分07秒，打破吉尼斯世界纪录。2011年8月6日，金松浩在天津极地海洋世界的企鹅馆创下赤身埋于冰中128分钟的纪录。2014年，他在參加CCTV-1《吉尼斯中国之夜》時以全身埋冰达113分钟10秒的成绩打破世界紀錄。2015年在参加央视《挑战不可能》录制時，身體与冰零距離接触时间长达115分钟，打破世界纪录。